# Maxime Goulet
 (juin 2025).
La mise en forme du texte ne suit pas les recommandations de Wikipédia : il faut le « wikifier ».
Les points d'amélioration suivants sont les cas les plus fréquents :
- Les titres sont pré-formatés par le logiciel. Ils ne sont ni en capitales, ni en gras.
- Le texte ne doit pas être écrit en capitales (les noms de famille non plus), ni en gras, ni en italique, ni en « petit »…
- Le gras n'est utilisé que pour surligner le titre de l'article dans l'introduction, une seule fois.
- L'italique est rarement utilisé : mots en langue étrangère, titres d'œuvres, noms de bateaux, etc.
- Les citations ne sont pas en italique mais en corps de texte normal. Elles sont entourées par des guillemets français : « et ».
- Les listes à puces sont à éviter, des paragraphes rédigés étant largement préférés. Les tableaux sont à réserver à la présentation de données structurées (résultats, etc.).
- Les appels de note de bas de page (petits chiffres en exposant, introduits par l'outil «  Source ») sont à placer entre la fin de phrase et le point final[comme ça].
- Les liens internes (vers d'autres articles de Wikipédia) sont à choisir avec parcimonie. Créez des liens vers des articles approfondissant le sujet. Les termes génériques sans rapport avec le sujet sont à éviter, ainsi que les répétitions de liens vers un même terme.
- Les liens externes sont à placer uniquement dans une section « Liens externes », à la fin de l'article. Ces liens sont à choisir avec parcimonie suivant les règles définies. Si un lien sert de source à l'article, son insertion dans le texte est à faire par les notes de bas de page.
- La présentation des références doit suivre les conventions bibliographiques. Il est recommandé d'utiliser les modèles {{Ouvrage}}, {{Chapitre}}, {{Article}}, {{Lien web}} et/ou {{Bibliographie}}. Le mode d'édition visuel peut mettre en forme automatiquement les références.
- Insérer une infobox (cadre d'informations à droite) n'est pas obligatoire pour parachever la mise en page.

Pour une aide détaillée, merci de consulter Aide:Wikification.
Si vous pensez que ces points ont été résolus, vous pouvez retirer ce bandeau et améliorer la mise en forme d'un autre article.
Pour les articles homonymes, voir Goulet.
Maxime Goulet, né en 1980 à Montréal, est un compositeur canadien, qui écrit de la musique de concert et des trames sonores de jeux vidéo.

## Jeunesse et éducation
Maxime Goulet est né et a grandi à Montréal, Canada, dans une famille francophone. Il étudie la composition musicale à l’Université de Montréal avec Alan Belkin. Il a obtenu son baccalauréat universitaire en 2005 et sa maîtrise universitaire en 2007. Il assiste par la suite à plusieurs formations et classes de maîtres, entre autres au Festival international du film d’Aubagne en 2007 et à l’ASCAP Film Scoring Workshop présenté par Richard Bellis à Los Angeles en 2009.

## Carrière

### Musique de concert
La musique de concert de Maxime Goulet a été interprétée par un large éventail d'ensembles et de musiciens dans les pays du monde entier, notamment l'Orchestre Symphonique de Montréal, l'Orchestre Symphonique de Toronto, l'Opéra de Vancouver, l'Orchestre Philharmonique de Liège, l'Orchestre Symphonique de Houston , Detroit Symphony Orchestra, Aarhus Symphony Orchestra, Vancouver Symphony Orchestra et bien d'autres,,,,.
Les œuvres de Maxime Goulet explorent souvent les thèmes de la vie quotidienne et du ludique : Chocolats Symphoniques évoque diverses saveurs de chocolat,, Échec et mat! est structuré comme une partie d'échecs entre un piano et un orchestre, Danse aérobique symphonique est un entraînement pour orchestre, Par un soir d'Halloween évoque des créatures associées à Halloween, Le basson fait son cirque est composé comme des numéros de cirque et Histoire de pêche évoque un voyage de pêche.
Ses autres œuvres sont souvent inspirées d'événements historiques : La Symphonie du verglas commémore le 25e anniversaire de la tempête de verglas historique de 1998 au Canada,,, Hymnes unis célèbre le 150e anniversaire du Canada,, Fabrique symphonique célèbre le 375e anniversaire de la Ville de Montréal, et Citius, Altius, Fortius! célèbre les Jeux olympiques d'hiver de 2010 à Vancouver.
L'album Maxime Goulet : Symphonie de la tempête du verglas, enregistré par l'Orchestre classique de Montréal a remporté un prix Juno dans la catégorie « Album classique de l'année (grand ensemble) »,,.

### Musique de jeux vidéo
Entre 2007 et 2013, Maxime Goulet est employé en tant que compositeur pour le studio Gameloft. Il y compose de la musique pour des jeux vidéo dont Brothers in Arms 3: Sons of War, The Amazing Spider-Man, Dungeon Hunter: Alliance, Dungeon Hunter 4, Order & Chaos Online, Wild Blood, Shrek Forever After et Iron Man 2.
Depuis 2013, Maxime Goulet travaille en tant que compositeur de jeux vidéo pigiste. Il compose la musique pour des jeux vidéo tels Warhammer 40,000: Eternal Crusade, RollerCoaster Tycoon World et Ancestors: The Humankind Odyssey.
En 2017, il crée la Symphonie du jeu vidéo de Montréal, un concert multimédia présentant la musique de jeux vidéo composée à Montréal, avec l’aide de l’Orchestre Métropolitain et de la cheffe d’orchestre Dina Gilbert,.

## Œuvres de concert
Une sélection d'œuvres de concert composées par Maxime Goulet.

### Œuvres orchestrales
- 2007: Défilé de marionnettes
- 2008: Citius, altius, fortius!
- 2012: Danse aérobique symphonique
- 2012: Chocolats symphoniques[28]
- 2014: Par un soir d'Halloween
- 2017: Hymnes unis
- 2017: Fabrique symphonique
- 2017: Jeux de ballon de plage pour orchestre[28],[29]
- 2023: Symphonie de la tempête de verglas[30]
- 2024: Le Carnaval des insectes

### Concertante
- 2014: Histoire de pêche pour Clarinette et Orchestre à cordes
- 2016: Beatles Fantasy pour Violon et Orchestre
- 2017: Le basson fait son cirque pour Basson et Orchestre
- 2018: Échec et mat! pour Piano et Orchestre[28]

### Opéras
- 2012: Bungalopolis (œuvre collective)
- 2020: The Flight of the Hummingbird[28]

### Musique de chambre
- 2004: Aquarelle pour Piano
- 2005: Le diable fileur de laine pour Narrateur, Clarinette, Violoncelle et Piano
- 2006: Sur la corde raide pour Quatuor à cordes
- 2011: Toute une journée pour Orchestre à cordes
- 2014: Présentation concertante pour Orchestre à cordes
- 2015: Level Up! pour Clavier électronique et Orchestre à cordes
- 2020: Micro météo pour Ténor et Piano

## Discographie
- Chocolats Symphoniques, Prague Filmharmonic, 2014[31].
- Au grand orgue Pierre-Béique, Jean-Willy Kunz, ATMA Music, 2017.
- Les plaisirs coupables, Orchestre symphonique de Sherbrooke, 2017.
- Canada Mosaic - Sesquies, Toronto Symphony Orchestra, 2018.
- Maxime Goulet: Symphonie de la tempête de verglas, Orchestre Classique de Montréal, ATMA Music, 2023[32],[33],[34].

## Musique de jeux vidéo
Une sélection de jeux vidéo pour lesquels Maxime Goulet a composé la musique (en tant que compositeur principal ou compositeur additionnel).
| Jeux vidéo | Jeux vidéo                         | Jeux vidéo            | Jeux vidéo                                                                    | Jeux vidéo |
| Année      | Titre                              | Développeur           | Notes                                                                         |            |
| ---------- | ---------------------------------- | --------------------- | ----------------------------------------------------------------------------- | ---------- |
| 2007       | Schlag den Raab                    | Gameloft              |                                                                               |            |
| 2008       | Prince of Persia Zero              | Gameloft              |                                                                               |            |
| 2008       | Abracadaball                       | Gameloft              |                                                                               |            |
| 2008       | Uno                                | Gameloft              |                                                                               |            |
| 2009       | Tank Battles                       | Gameloft              |                                                                               |            |
| 2009       | Ghost Mansion Party                | Gameloft              |                                                                               |            |
| 2009       | Castle Frenzy                      | Gameloft              |                                                                               |            |
| 2009       | Siberian Strike                    | Gameloft              |                                                                               |            |
| 2010       | Dungeon Hunter 2                   | Gameloft              |                                                                               |            |
| 2010       | Shrek Forever After                | Gameloft              |                                                                               |            |
| 2010       | Iron Man 2,                        | Gameloft              |                                                                               |            |
| 2010       | Brothers in Arms 2: Global Front,  | Gameloft              |                                                                               |            |
| 2010       | Legend of Exidia                   | Gameloft              |                                                                               |            |
| 2010       | Eternal Legacy                     | Gameloft              |                                                                               |            |
| 2011       | Dungeon Hunter 3                   | Gameloft              |                                                                               |            |
| 2011       | Dungeon Hunter: Alliance           | Gameloft              |                                                                               |            |
| 2011       | Order & Chaos Online               | Gameloft              |                                                                               |            |
| 2011       | BackStab                           | Gameloft              |                                                                               |            |
| 2011       | The Adventures of Tintin           | Gameloft              |                                                                               |            |
| 2012       | The Amazing Spider-Man,            | Gameloft              |                                                                               |            |
| 2012       | Ice Age Village                    | Gameloft              |                                                                               |            |
| 2013       | Dungeon Hunter 4                   | Gameloft              |                                                                               |            |
| 2013       | Wonder Zoo                         | Gameloft              |                                                                               |            |
| 2014       | Wild Blood                         | Gameloft              |                                                                               |            |
| 2014       | Brothers in Arms 3: Sons of War,   | Gameloft              |                                                                               |            |
| 2014       | The Amazing Spider-Man 2,          | Gameloft              |                                                                               |            |
| 2014       | Magical World of Words             | Amarok Games          |                                                                               |            |
| 2015       | Splash Pop                         | Frima                 |                                                                               |            |
| 2016       | Warhammer 40,000: Eternal Crusade, | Behaviour Interactive |                                                                               |            |
| 2016       | Roller Coaster Tycoon World,       | Nvizzio & Atari       |                                                                               |            |
| 2017       | Rise of Madness                    | Amarok Games          |                                                                               |            |
| 2017       | Mini Guns                          | Riposte Games         |                                                                               |            |
| 2019       | Ancestors: The Humankind Odyssey   | Panache Digital Games | Musique additionnelle par Maxime Goulet (sur un thème original par Mamo Koba) |            |
| 2023       | One More Gate: A Wakfu Legend      | Ankama                |                                                                               |            |